# 大将軍八神社
大将軍八神社（だいしょうぐんはちじんじゃ）は、京都市上京区にある神社。素戔嗚尊を主祭神とする。本来の祭神は大将軍であった。社号の「八神社」は、陰陽道の暦神・八将神を祀るところから来ており、後には素戔嗚尊の御子神八柱の意も重なった。

## 歴史
延暦13年（794年）の平安京遷都の際、王城鎮護のため陰陽道の考えにより都の方除けをしようとし、大内裏の乾（戌亥・北西）の天門守護として、八将神の一柱であり金曜星（太白）の神格である方位神・大将軍を奈良の春日山麓から勧請し、大将軍堂が造営された。
現存する文献上最初の記述は『山槐記』にあり、治承2年（1178年）11月12日に高倉天皇の中宮建礼門院の安産祈願のため奉幣使が参向した41社の内の1社として記されている。
室町時代には応仁の乱によって荒廃したが、神社として復興した。
江戸時代に八将神の信仰が強まりを見せると祭神の大将軍が素戔嗚尊（牛頭天王）と習合し、八将神は素戔嗚尊の御子神八柱もしくは牛頭天王の眷属である八王子と習合して祀られるようになった。その際、大将軍とは素戔嗚尊でもあり、また御子神八柱のうちの天津彦根命でもあるとされた。その理由は、大将軍堂は暦応3年（1340年）から約100年の間は祇園社（現・八坂神社）の管理下にあり、八坂神社の祭神が素盞鳴尊であり、その神格が大将軍神と似通っている事から関連付けられたためと考えられている。こうして社名は大将軍八神宮と改称され、大将軍社とも呼ばれるようになった。
江戸時代には方除厄除12社参りが流行し、その時期に建立された天保11年（1840年）の標石は現在も門前にある。
明治時代に入ると神仏分離の流れの中で、正式な祭神は素戔嗚尊とその御子神八柱に変更され、社名は大将軍八神社となった。また、府社に列せられている。
大将軍は建築や転居、旅行などにおいて方角の吉凶を司る神であるため、大将軍八神社は長きにわたり民間の崇敬を集めた。

## 祭神
- 大将軍（方位神としては素戔嗚尊（牛頭天王）、御子神八柱としては天津彦根命）
- 八将神（御子神八柱）
  - 太歳神（天忍穂耳命）
  - 大陰神（市杵嶋姫命）
  - 歳刑神（田心媛命）
  - 歳破神（湍津姫命）
  - 歳殺神（天穂日神）
  - 黄幡神（活津彦根神）
  - 豹尾神（熊野櫲樟日命）
- 聖武天皇
- 桓武天皇

## 境内
- 本殿
- 拝殿
- 地主神社 - 大杉大明神、豆吉明神
- 五社 - 恵比寿神社、稲荷神社、天満宮、長者神社、金毘羅神社
- 三社 - 命婦神社、厳島神社、猿田彦神社
- 方徳殿 - 宝物館。重要文化財の木造大将軍神像80躯が安置されている。
- 大金神神社
- 歳徳神社
- 社務所
- 神門

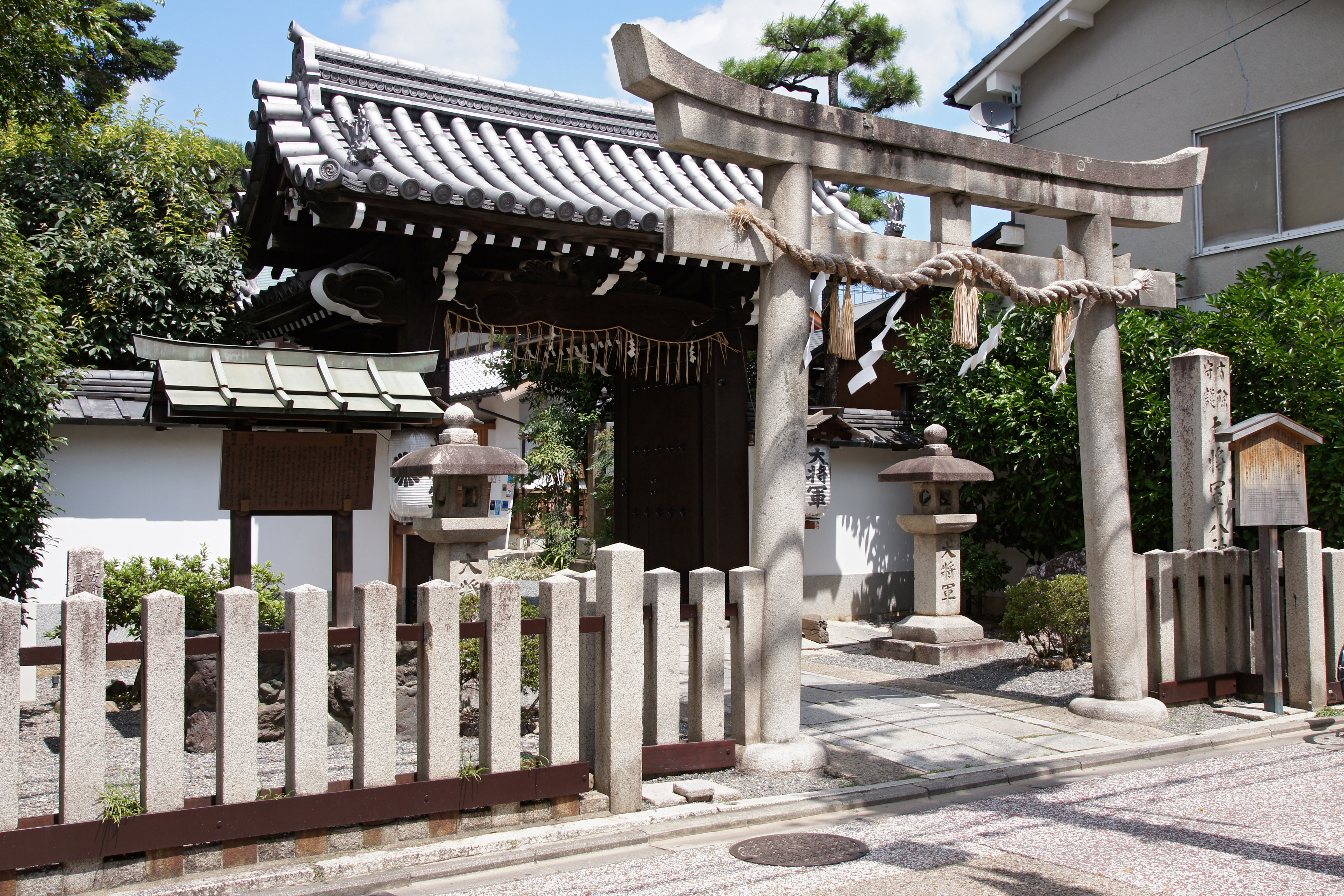
鳥居と神門
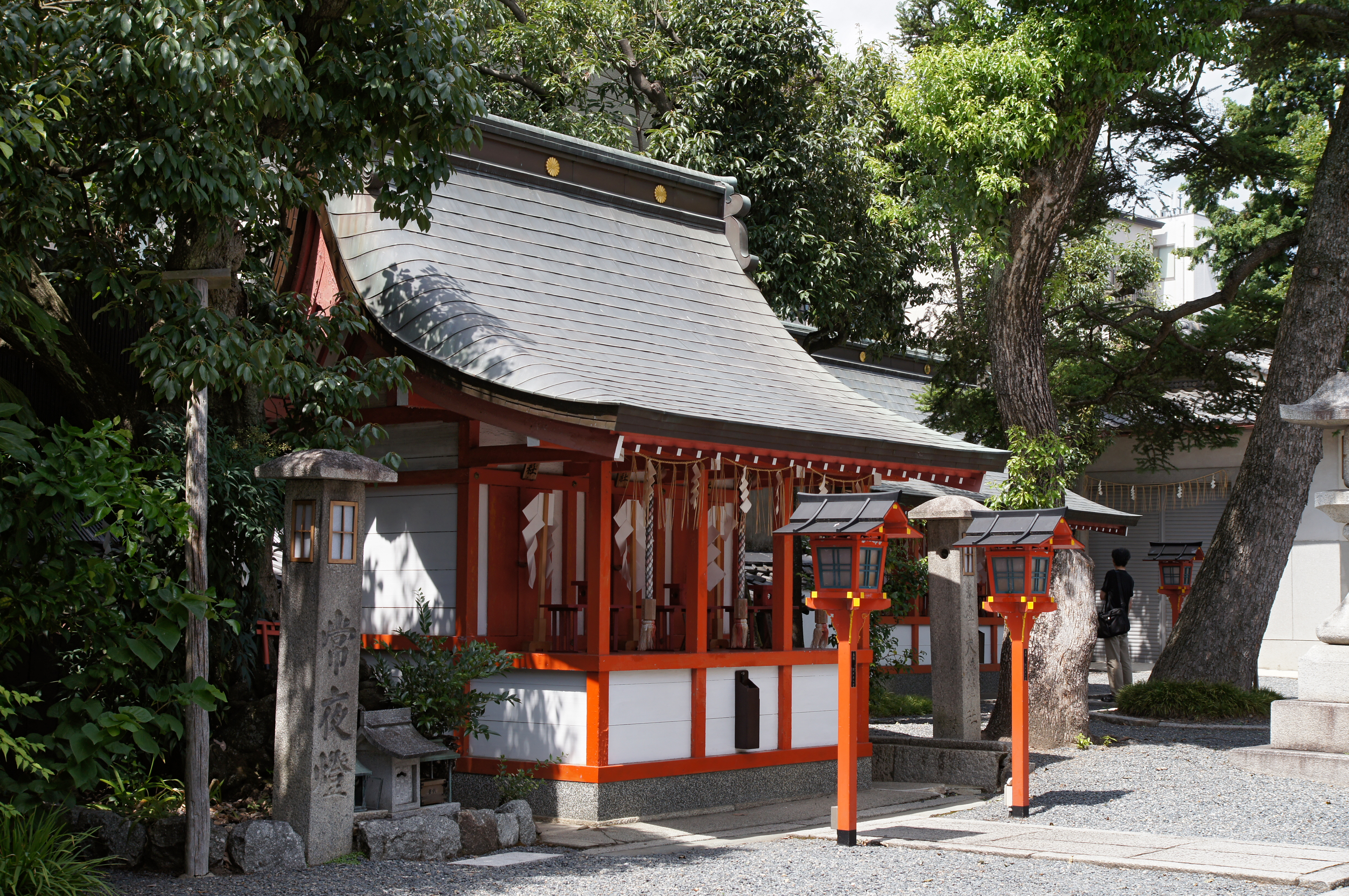
三社
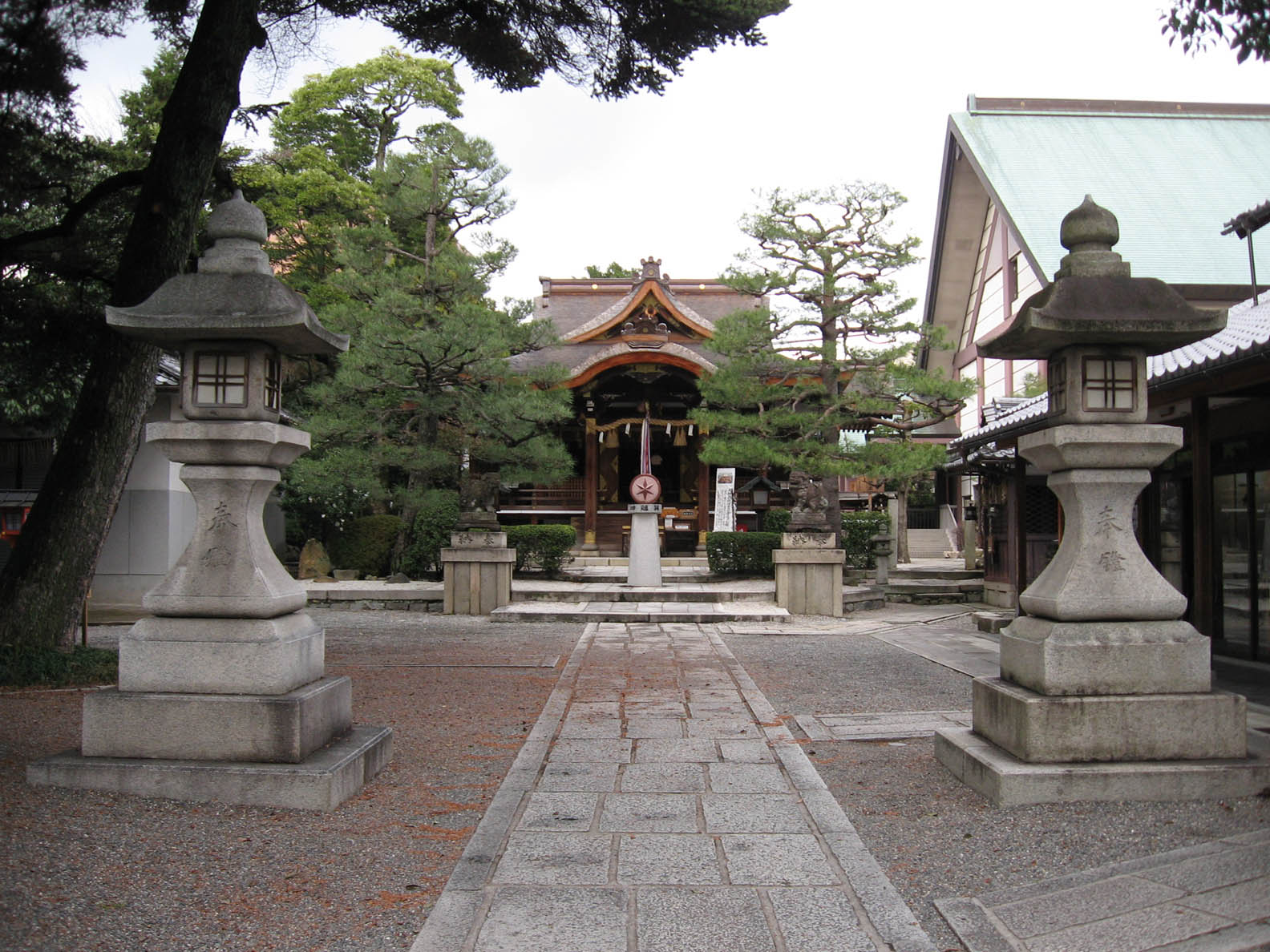
境内
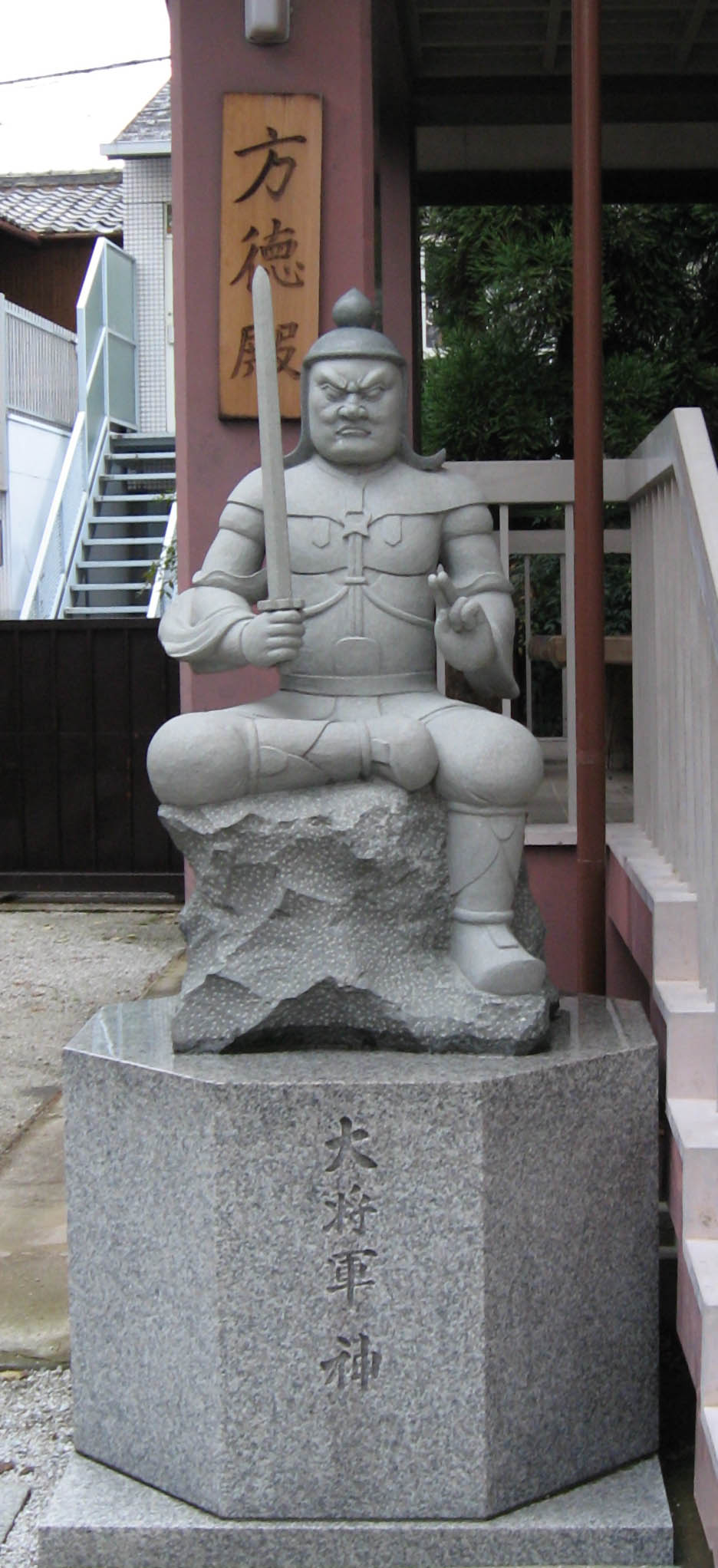
方徳殿前の大将軍神半跏像
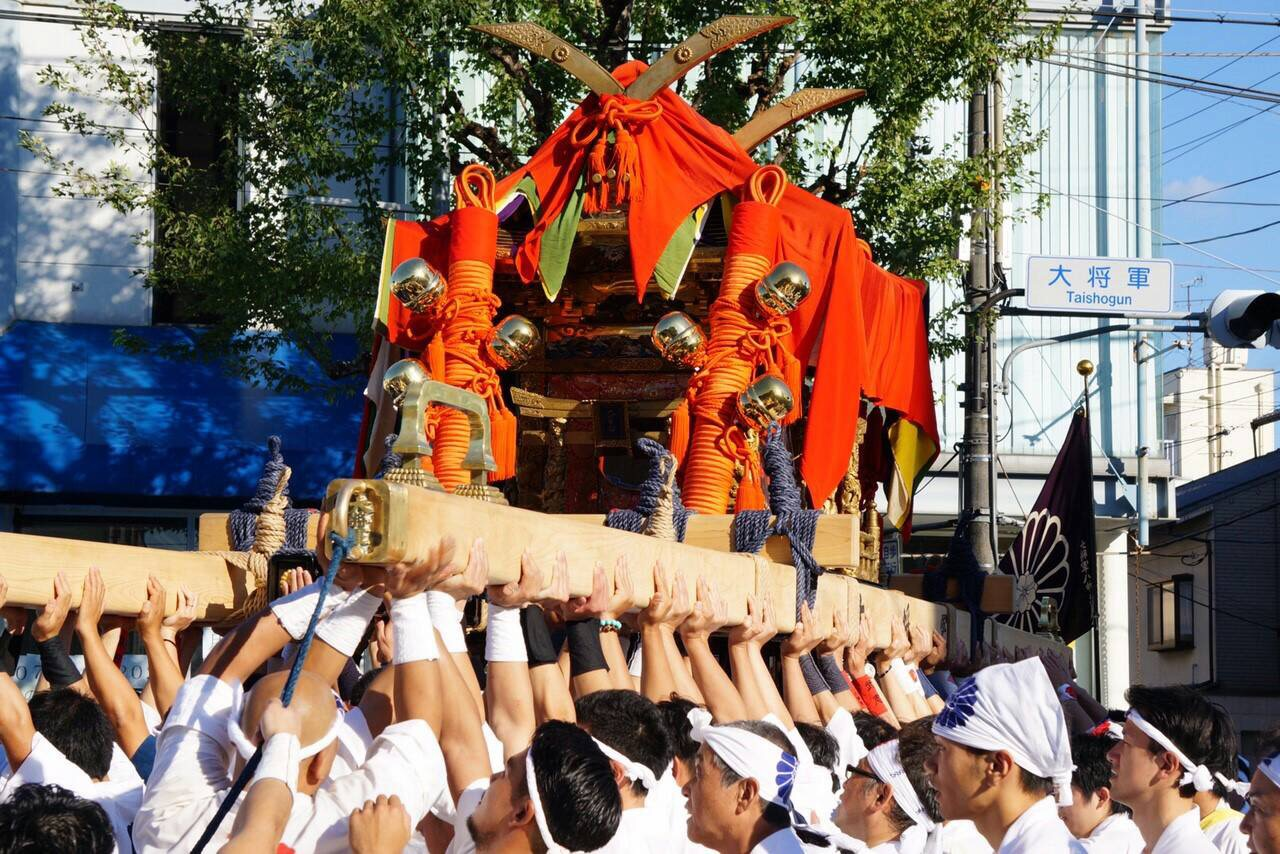
秋の大祭「天門祭」にて巡行される神輿

## 文化財

### 重要文化財
- 木造大将軍神像 80躯

これらの神像群は平安時代中期から末期の制作といわれる。すべて男神像で、甲冑を着用した武装形の像、束帯姿の像、童子形の像（1体のみ）など計80体を数える。破損の多い像も多いが、これだけ多数の古神像が一神社にまとまって伝来する例は日本でも他になく、貴重なものである。武装形像は作風に仏教の天部像との共通性もみられる。1972年（昭和47年）、重要文化財に指定された。

### 京都府指定有形文化財
- 古天文暦道資料

境内にはこれらの文化財を収めた宝物館「方徳殿」があり、毎年5月1日から5月5日と11月1日から11月5日には一般に公開されている（その他の日は予約制）。

## 地名との関連
当神社の境内の西南側に位置する「大将軍」（たいしょうぐん）地区（京都市北区）の名称はこの神社に由来するが、この神社は天神川の東側にあって大将軍地区の外部に立地しており、さらに「大将軍」の読みも若干異なる。